# Romeu Ramos
Romeu de Almeida Ramos (São Jerônimo, 15 de fevereiro de 1928) é um advogado brasileiro.
Foi nomeado consultor-geral da República em outubro de 1969, no início do governo de Emílio Garrastazu Médici, permanecendo no cargo até o final do governo em março de 1974.